# Кси Девы
Кси Де́вы (лат. ξ Virginis), 2 Девы (лат. 2 Virginis), HD 102124 — двойная звезда в созвездии Девы на расстоянии приблизительно 119 световых лет (около 36,3 парсек) от Солнца. Визуальная звёздная величина звезды — +4,842m. Возраст звезды определён как около 757 млн лет.

## Характеристики
Первый компонент — белая звезда спектрального класса A3, или A4V. Масса — около 1,95 солнечной, радиус — около 1,815 солнечного, светимость — около 12,362 солнечной. Эффективная температура — около 8234 K.
Второй компонент — коричневый карлик. Масса — около 13,2 юпитерианской. Удалён в среднем на 1,868 а.е..